# Oecetis cohaesa
Oecetis cohaesa är en nattsländeart som beskrevs av Wolfram Mey 1998. Oecetis cohaesa ingår i släktet Oecetis och familjen långhornssländor. Inga underarter finns listade i Catalogue of Life.